# 1950年大西洋飓风季
1950年大西洋飓风季是大西洋飓风数据库中对大西洋盆地生成风暴命名的第一个大西洋飓风季，所使用的名称来自海陆军联合拼音字母，第一个获得命名的风暴名为“艾伯”（Able，指代），第二个为“贝克”（Baker，指代），以此类推。这一季相对来说非常活跃，共形成了16个热带风暴，其中11个发展到了飓风强度，并且按照现代用于为飓风强度分级的萨菲尔-辛普森飓风等级，其中又有6场飓风的最大持续风速达到了三级或更高标准，即属大型飓风。本季第12场风暴起初没有获得命名，也没有纳入年度汇总，另外还有3场风暴是经过美国国家海洋和大气管理局飓风研究部的大西洋飓风再分析计划才发现。在这次再分析计划以前，1950年大西洋飓风季的气旋能量指数曾创下新纪录，一直保持到21世纪才由2005年大西洋飓风季打破。但现代研究人员经重新审核后认为，这年的多场风暴强度要弱于预期，这样飓风季的气旋能量指数指也就要低于起初的计算。
本季的热带气旋共计造成88人死亡，经济损失达到3850万美元（1950年美元，相当于2025年的4.88億美元）。8月12日形成的飓风艾伯是历史上第一个获得正式命名的大西洋飓风，这场风暴擦过北卡罗莱纳州海岸，之后又穿越了加拿大大西洋省份。飓风多格是本季最强烈的飓风，其强烈达到了五级飓风的标准，给背风群岛造成严重破坏。本季有两个大型飓风对佛罗里达州产生了影响，飓风依兹创下了美国历史上24小时降雨量的新纪录；飓风金袭击了迈阿密闹市区，造成2775万美元（1950美元，相当于2025年的3.51億美元）的损失。一年中有两场大型飓风登陆，使1945至1950年成为历史上首次在5年间有5场大型飓风登陆美国，这一纪录一直保持了半个世纪才被2000至2005年追平。全年最后一个气旋是场没有命名的热带风暴，于11月13日消散。

## 概述
| 最强烈的大西洋飓风季 （1850年起） | 最强烈的大西洋飓风季 （1850年起） | 最强烈的大西洋飓风季 （1850年起） |
| 排名                              | 大西洋飓风季                      | ACE                               |
| --------------------------------- | --------------------------------- | --------------------------------- |
| 1                                 | 1933                              | 259                               |
| 2                                 | 2005                              | 250                               |
| 3                                 | 1893                              | 231                               |
| 4                                 | 1926                              | 230                               |
| 5                                 | 1995                              | 228                               |
| 6                                 | 2004                              | 227                               |
| 7                                 | 1950                              | 211                               |
| 8                                 | 1961                              | 205                               |
| 9                                 | 1955                              | 182                               |
| 10                                | 1887                              | 177                               |

1950年大西洋飓风季于6月15日正式开始，11月15日结束。通常来说这样的日期界定表明这年的大部分热带气旋都会于这段时期在大西洋盆地形成。本季是美国国家气象局首度应用雷达观测技术对距离陆地还有320公里远的风暴进行观察。虽然飓风季在6月15日形成，但热带气象活动要一直到8月份才开始。到了8月上旬，热带海域仍然保持平静，美国国家气象局一度表示这个飓风季“非常安静”。8月12日，小安的列斯群岛以东洋面发展出来的一个热带风暴结束了这段平静时期，这个风暴也根据海陆军联合拼音字母命名为“艾伯”，这批音标名称之后还将在1951和1952年大西洋飓风季中使用，直到1953年由女性人名代替。
大西洋在8月份结束时已形成四场飓风，其中两场达到大型飓风强度，这表明其最大持续风速至少达到了每小时178公里，可以在1970年代启用的萨菲尔-辛普森飓风等级中达到至少三级飓风的标准。繁忙的8月过去后，相对平静的9月一共只形成3场获得命名的风暴，不过8月形成的飓风中有3场持续到9月份。9月6日，飓风多格在大西洋公海上空达到风速每小时230公里的最高强度，成为本季最强烈的飓风，这时风暴位于远离陆地的海上，所以没有造成严重影响。不过这场风暴形成早期吹袭了安地卡岛，是当地有纪录以来遭遇的最强飓风之一。10月形成的热带风暴或飓风一共有8场，比其它任何年份都多。
全季一共形成了16个热带风暴，其中有5场（热带风暴浩、热带风暴麦克和另外3场没有命名的热带风暴）没有达到飓风强度。一共有6个系统达到大型飓风强度。全季共有300架次飓风猎人侦察机飞入风暴中执行测量和侦察任务，也创下了自1943年开始这一操作以来的新纪录。风暴数量在多个级别上都要高于平均水平，通常一个大西洋飓风季会出现11场热带风暴，其中6场会发展为飓风，2到3场达到大型飓风标准。由于大型飓风众多，本季的气旋能量指数（Accumulated cyclone energy，简称）达到211，并且之前的估算还一度高达243，创下大西洋盆地的新纪录并保持了超过半个世纪，一直到21世纪才由2005年大西洋飓风季超越。气旋能量指数与全季所有热带气旋的动能之和接近。

## 风暴

### 飓风艾伯
1950年大西洋飓风季起初非常平静，从6月到7月都没有形成热带气旋。一直到8月中旬才有一股东风波发展成热带风暴来打破这一局面。8月12日，热带风暴艾伯在小安的列斯群岛以东洋面形成，并于次日增强到飓风标准。这一天气系统的实际形成时间有可能更早，但当时东大西洋的气象纪录还不够充分。风暴总体向西北偏西方向移动并稳步增强，于协调世界时8月17日中午12点成为大型飓风。艾伯起初对巴哈马和佛罗里达州构成威胁，但之后转向西北并达到最高强度，然后再度转朝东北方向前进，从北卡罗莱纳州的哈特拉斯角（Cape Hatteras）和鳕鱼角近海掠过。接下来飓风逐渐减弱，并且前进速度有所加快，先是以飓风强度的最低标准吹袭新斯科舍，然后又转变成温带风暴并袭击纽芬兰岛。8月22日，系统在北大西洋最北部洋面消散。
飓风给北卡罗莱纳州沿岸带去了大浪和力度较弱的风，还伴随着中等程度降水。新英格兰南部的降雨量较大，导致纽约市部分地区发生洪灾，还有9人因道路湿滑引发的交通事故丧生。艾伯给新斯科舍带去了飓风强度的狂风 ，整个加拿大在农业、交通和渔业领域共计遭受了超过104.1万美元的损失（1950年美元，相当于1318萬2025年美元），该国还有两人因木筏被浪打翻而遇难。

### 飓风贝克
8月20日，热带风暴贝克在小安的列斯群岛以东洋面发展形成。风暴向西北方向移动，之后转向西进，于8月21日达到飓风强度。次日，系统在穿越安地卡岛期间达到二级飓风标准，给当地造成严重破坏。上百幢房屋不是受损就是被彻底摧毁，致使成千上万的居民无家可归。之后飓风开始减弱，其风速到8月22日晚已属热带风暴标准。接下来气旋以强热带风暴标准袭击蒙塞拉特岛。8月23日，风暴吹袭波多黎各西南部，并在此后不久弱化成热带低气压并经过多明尼加共和国上空。贝克略朝西面转向，重新增强成热带风暴后于8月24日袭击古巴东部，造成该国37人遇难，财物损失达到数百万美元。
8月25日，风暴在经过古巴期间再度减弱成热带低气压，但很快又在加勒比海西部重新达到热带风暴强度。两天后，风暴进入墨西哥湾，并在次日达到飓风标准。系统转向北上，于8月30日达到风速每小时175公里的第二波最高强度。8月31日，风暴强度略有减弱，但风速仍然达到每小时140公里并在阿拉巴马州格尔夫海岸附近登陆。贝克给美国造成的财物和农作物损失总额达到255万美元（1950年美元，相当于3229萬2025年美元），其中受灾最严重的主要是阿拉巴马州的莫比尔到佛罗里达州的圣马克之间地区。整个地区普降暴雨，其中降雨量最大的是佛罗里达州的卡瑞维尔，高达393毫米，导致该地区大范围农作物受损。这场飓风还催生出两个龙卷风，其中一个摧毁了佛罗里达州阿巴拉契科拉的四户民宅和一幢建筑物。狂风刮断了阿拉巴马州伯明翰的多条供电线路，导致一人因触电死亡，还有两人受伤。风暴继续向西北方向的内陆进发，最终于9月1日在密苏里州东南部上空消散。

### 飓风查理
飓风查理于8月21日在佛得角群岛西南面海域形成，不过美国国家气象局起初没有将该气象系统归类为热带气旋，而是在近一周后的分析中才发现这一点。风暴在起初的四天时间里总体向西漂移并保持在弱热带风暴强度。8月25日，风暴转向西北并增强，于8月28日达到飓风强度。次日，查理转向北上，飓风猎人侦察机随后报告风暴在百慕大东南偏东方向约740公里海域达到风速每小时185公里的最高强度。
8月30日，查理因受一个逐渐增强高压脊的影响开始在大西洋以环状路径行进，并于同日开始减弱，到了9月1日时，风暴的最大持续风速已降至每小时130公里。9月2日，飓风重新增强至每小时160公里风速，并先后转向朝北面和东北方向前进。这时大西洋海域上空还有另外两个飓风存在，分别是多格和依兹，这种三个飓风同时存在的情况对大西洋来说比较少见。查理接下来缓慢减弱并失去热带系统特征，于9月5日在新斯科舍哈利法克斯东南方向约775公里洋面转变成温带气旋并在当天夜间消散，风暴自始至终没有影响到陆地。

### 飓风多格
气象部门相信飓风多格源于8月24日离开非洲海岸的一股东风波。8月30日，一艘美国海军舰船报告在安地卡岛东南偏东方向约510公里海域发现烈风强度的狂风和一个低气压区，气象预测部门认为该海域存在一个风速达到每小时110公里的热带风暴，并将其命名为“多格”（Dog）。风暴在向西北偏西方向前进的过程中快速增强到飓风强度，以风速每小时210公里强度在北小安的列斯群岛以北近海经过，导致成千上万的居民无家可归，估计损失达到100万美元（1950年美元，相当于1266萬2025年美元），被认为是安地卡历史上破坏最严重的飓风。
经过背风群岛后，飓风转向北上并继续强化。9月5日，其风速已经达到萨菲尔-辛普森飓风等级下的五级飓风标准，并在次日达到持续风速每小时298公里的最高强度。这一风速数值是由飓风猎人估算的，当时飓风位于百慕大西南偏南方向约720公里洋面。
飓风多格的最高强度保持了约18个小时，然后开始减弱并突然大幅转向朝西行进。9月10日，风暴再度转向并加速北上，于两天后在距鳕鱼角不到320公里海域经过。报纸的报道中认为中大西洋各州的暴雨及其导致的5人遇难都是这场飓风所引发。更北面的新英格兰地区有12人因风暴丧生，总计财物损失达到200万美元（1950年美元，相当于2533萬2025年美元）。此外，加拿大海域还有12人因多格导致的沉船遇难。之后飓风转变为温带气旋，经过新斯科舍南部海域后最终于9月16日在爱尔兰岛附近洋面消散。

### 飓风依兹
飓风贝克于8月下旬经过加勒比海西部后，该海域上空一直存在着一片低气压槽，飓风依兹就是于9月1日在这边低压槽中发展出来的。风暴向东北方向移动，于9月3日穿越古巴进入墨西哥湾，然后转向西北并在到达佛罗里达州西部近海时增强到持续风速每小时205公里的最高强度。不过由于北面存在一个高压脊，飓风行进速度大幅减缓，开始围绕一个较小的环状路径移动并在锡达礁附近登陆，然后进入海域转向东南，于9月6日在坦帕以西实现二度登陆。飓风进入佛罗里达半岛上空后转向西北，并在先后进入乔治亚州和美国东南部的过程中逐渐减弱，于9月9日在阿肯色州东北部上空消散。
贝克对古巴造成的影响很小，佛罗里达州西部许多地区出现了暴雨和飓风强度狂风。岩克镇报告在24小时内的总计降雨量高达983毫米，创下了美国24小时降雨量的新纪录。该镇由依兹产生的累计降雨量更达到1148毫米，仍然保持着佛罗里达州因单场热带气旋产生降雨量的最高纪录。锡达礁受到的破坏最为严重，有半数房屋被摧毁，剩下的半数中也大部分受损。降水还导致了严重的农作物损失。依兹一共给整个佛罗里达州造成了300万美元（1950年美元，相当于3799萬2025年美元）的损失，数字上要小于预期，这主要是因为受到影响的区域人烟稀少。此外，这场飓风还间接致使两人触电身亡。依兹当时还被冠以“锡达礁飓风”之名。

### 飓风福克斯
飓风福克斯起初是于9月10日在波多黎各以东约1600公里洋面由飓风猎人侦察机发现的，之后的分析认为其形成时间至少是在两天前。这场风暴的规模较小，在总体向西北方向移动的过程中逐渐增强。之后福克斯转向北上，于9月14日在百慕大以东约485公里海域经过后达到最大持续风速每小时220公里的最高强度。接下来飓风加速北上，然后又转朝东面前进。到了9月17日，风暴已经失去了所有的热带特征，其环流于当天夜间在亚速尔群岛和纽芬兰岛之间中途位置消散。这也是大西洋上连续36天都有热带气旋存在后首度恢复平静。

### 飓风乔治
飓风乔治由一股强烈的东风波于9月27日在小安的列斯群岛东北方向数百英里的百慕大东南方向海域发展形成，起初向北行进，并在之后几天时间里蜿蜒向西移动。系统强度起初很弱，但在9月30日前进速度减缓后开始增强。次日，风暴几乎已经停止移动，附近一艘船只的报告显示乔治已经达到飓风强度。之后飓风继续以非常缓慢的速度行进，在百慕大以南仅160公里海域经过。该岛上出现的风速为每小时40到65公里。除了雨带产生的降水外，百慕大所受到的影响很小。
乔治于10月3日在百慕大以西海域经过，这时已达到持续风速每小时175公里的最高强度。风暴加速北上，后又转向东北，于10月5日转变成温带气旋。风暴残留之后不久在纽芬兰岛以南近海经过，最终于10月7日在冰岛以南洋面上空消散。

### 热带风暴浩
10月1日，墨西哥湾中部形成了一股热带低气压并迅速增强为热带风暴。风暴起初向西北偏西方向移动，其持续风速于10月2日达到最高的每小时95公里。官员建议路易斯安那州沿岸的小型船只留在港口躲避。10月3日，热带风暴浩（How）转朝西南方向前进并开始减弱，并于次日一边迅速弱化一边在塔毛利帕斯州小镇拉佩斯卡（La Pesca）附近登陆。登陆约六小时后，系统在墨西哥东北部的东马德雷山脉上空消散。热带风暴浩是本季唯一一个获得命名但始终没有达到飓风强度的风暴。

### 飓风艾腾
10月8日，墨西哥湾距尤卡坦半岛西北海岸线不远海域形成了又一个热带风暴，气象部门将其命名为艾腾（Item）。风暴起初向西行进，于10月9日达到飓风强度，飓风猎人的报告表明其风速为每小时145公里。之后不久，飓风艾腾转向西北，于10月10日以持续风速每小时175公里的最高强度在阿拉巴马州莫比尔附近人烟稀少的地区登陆，然后很快就在陆地上空消散。飓风给当地带去了倾盆大雨。报纸上的报道认为这是十年来袭击墨西哥的最强烈风暴，韦拉克鲁斯州共计遭受的损失约为150万美元（1950年美元，相当于1900萬2025年美元）。狂风导致20艘船只沉没，还有15人受伤，不过没有出现人员丧生的报道。该地区的通讯也受到干扰，倒下的树木堵塞了道路。图斯潘附近有大片地区的香蕉种植园受到狂风的破坏。

### 飓风吉格
10月11日，气象部门在中大西洋发现了一个位于百慕大以南，小安的列斯群岛东北方向的热带风暴。两天后，一艘经过该区域的船只报告遭遇狂风，并且气压出现大幅下跌，表明该区域有飓风存在，气象部门于是将该气旋命名为吉格（Jig）。风暴在向西北方向移动的过程中稳步增强，先后转向朝北面和东北方向前进。10月15日，飓风吉格在百慕大以东约480公里海域经过，并在当天夜间达到持续风速每小时195公里的最高强度。10月17日，飓风开始快速弱化，于当晚转变成温带气旋。由于其规模很小，这场风暴自始至终没有对陆地产生影响。

### 飓风金
10月13日，洪都拉斯北部近海有一个热带风暴形成，气象部门将之命名为金（King），其处于热带风暴强度期间的规模很小。气旋存在的最初72小时里朝东面和东北偏东方向漂移，10月16日，风暴在位于牙买加和开曼群岛之间海域达到飓风强度。次日，飓风金以每小时185公里持续风速从卡马圭附近吹袭古巴，其强度足以在萨菲尔-辛普森飓风等级中达到大型飓风标准，因此，金也就成为本季的第八个，也是最后一个大型飓风。这场飓风导致该国7人死亡，经济损失达200万美元（1950年美元，相当于2533萬2025年美元）。
进入大西洋西南部后，金转向北上，之后又转朝西北前进，于10月18日以风速每小时197公里强度袭击迈阿密闹市区，成为该市继1926年邁阿密颶風造成破坏最严重飓风。整个佛罗里达州共计遭受了2775万美元（1950年美元，相当于3.51億2025年美元）的损失，其中单迈阿密都会区就占了1500万美元（1950年美元，相当于1.9億2025年美元）。一次初步调查显示该区域有12290套房屋受损，另有8套被彻底摧毁。风暴行进路途上给奥基乔比湖周边带去了狂风，克莱维斯顿遭遇的阵风达到每小时150公里，全州还有三人遇难。10月19日清晨，飓风在佛罗里达州中北部上空减弱为热带风暴，于当天夜间在乔治亚州西部上空消散，乔治亚州也有一人因风暴丧生。

### 第十二号热带风暴
10月17日，大西洋中东部海域发展出一股热带风暴。系统起初向西北方向移动，于10月19日转向东北。风暴在向亚速尔群岛逼近的过程中稳步增强，于10月21日达到风速每小时110公里的最高强度并保持了30个小时。穿过亚速尔群岛南部后风暴开始减弱并转向东南，于10月24日降级为热带低气压。之后系统转向西南并很快消散。当时气象部门并未将这场风暴归类为热带风暴，因此没有纳入《每月天气回顾》对1950年大西洋飓风季的总结。风暴加入大西洋飓风数据库的确切时间已不可考，不过在1962年时就已开始列入季节统计中。

### 飓风洛芙
飓风金向北穿越佛罗里达州后，路易斯安那州以南海域的一片低气压区于10月18日发展成了热带气旋，气象部门将其命名为洛芙（Love）。风暴快速增强并很快达到飓风强度，起初系统向墨西哥湾西部移动，但很快于10月19日转向北上进入墨西哥湾中部，气象部门估计其达到的最高强度为最大持续风速每小时150公里。飓风行进过程中其环流西侧一直存在干燥空气的侵袭，阻碍了风暴的进一步发展。10月20日，飓风开始以弧形路线朝东北方向的佛罗里达州西海岸逼近，但由于干燥空气完全充满了洛芙的环流中心，导致其强度大幅削弱。10月21日，系统已减弱为热带风暴，之后吹袭了锡达礁以北的“大弯”（Big Bend）区域，其风速只达到中等烈风强度，风暴也在之后不久消散。
佛罗里达州西海岸开始进行防灾准备工作，医院准备了应急设施以防停电，一些沿海地区居民离开了家园。起初气象部门预测风暴会袭击坦帕地区，但实际上其减弱后改朝更北面的陆地前进。据当时报纸的报道，风暴登陆地区地广人稀，所以只造成了很少的损失。

## 风暴名称
1950年大西洋飓风季是大西洋飓风数据库中首次为达到热带风暴的强度气旋命名，所使用的名称来自于海陆军联合拼音字母，这些名称之后还将在1951和1952年飓风季使用，到1953年时再由女性人名取代。没有用来命名的名称将用灰色表示：
| - Dog | - Nan（未用） | - Oboe（未用） - Peter（未用） - Queen（未用） - Roger（未用） - Sugar（未用） - Tare（未用） | - Uncle（未用） - Victor（未用） - William（未用） - Xray（未用） - Yoke（未用） - Zebra（未用） |